# 24 cm schwere Flügelminenwerfer IKO
Il 24 cm schwere Flügelminenwerfer IKO o 24 cm sFIMW IKO (in italiano: "lanciamine pesante da 24 cm modello Ingenieur Komitee") era una bombarda o lanciamine (Minenwerfer) di grosso calibro utilizzata dall'Esercito imperiale tedesco durante la prima guerra mondiale.

## Storia
Sebbene la maggior parte degli eserciti combattenti disponesse di artiglieria campale pesante prima dello scoppio della Grande Guerra, nessuno di essi ne disponeva in numero adeguato, né aveva previsto la crescente importanza dell'artiglieria pesante una volta che il Fronte occidentale ristagnò, trasformandosi in guerra di trincea.
Mine, mitragliatrici, trincee e filo spinato costituivano una costante minaccia per le fanterie attaccanti. Il filo spinato veniva spesso utilizzato per canalizzare gli attaccanti lontano da punti vulnerabili delle trincee dei difensori, verso aree predefinite battute dal fuoco incrociato delle mitragliatrici o della propria artiglieria. Linee di reticolati venivano utilizzate anche per ritardare la corsa degli attaccanti, consentendo ai difensori di appostarsi delle trincee e tenere gli attaccanti a distanza di sicurezza, in attesa del tiro di sbarramento amico.
Per superare questa situazione di stallo, era necessario fornire gli attaccanti una pezzo di artiglieria pesante facilmente trasportabile, leggero, semplice ed economico. Per rispondere a queste esigenze venne sviluppata una serie di mortai da trincea pesanti, che potevano essere portati al seguito delle forze attaccanti per lanciare bombardamenti preparatori pesanti a corto raggio, eliminando gli ostacoli e neutralizzando le difese nemiche.

## Sviluppo
Ispirato al riuscito Mortier de 240 mm francese introdotto nel 1915, l'Ingenieur Komitee (Comitato ingegneristico) o IKO dell'Esercito imperiale propose un progetto per un mortaio pesante direttamente derivato. Anche Gran Bretagna, Regno d'Italia, Stati Uniti d'America e Impero austro-ungarico produssero le proprie versioni del mortaio da 240 mm. La bombarda IKO entrò in produzione nel 1917 e venne realizzato da diverse aziende armiere tedesche come Maschinenfabrik Germania, Oberschlesische Eidenbahn-Bedarfs-AG e Wolf Netter & Jacobi. Una variante più complessa, derivata dal modello IKO, venne prodotta dalla ditta Albrecht e denominata 24 cm schwere Flügelminenwerfer Albrecht o 24 cm sFIMW 17 Albrecht. Furono costruiti 700 esemplari di entrambi i modelli.

## Tecnica
Come il Mortier de 240 mm, l'IKO era un mortaio a canna liscia, che utilizzava proietti e cariche di lancio separate. La canna era imperniata ad una piattaforma rettangolare di angolari di metallo, dotata di assale al quale potevano essere inserite due ruote a raggi di legno, cerchiate in ferro, per il traino. Un settore di rotaia semicircolare anteriore consentiva il brandeggio, mentre l'elevazione era regolata tramite una vite di alzo. Per il tiro venivano rimosse le ruote e la piattaforma metallica veniva poggiata su un robusto pagliolo di travi di legno per assorbire il rinculo.
Il mortaio veniva caricato inserendo dalla volata la carica propellente e avvitando una capsula a percussione sulla culatta. Veniva poi inserita, sempre dalla volata, la bomba da mortaio da 100 kg, dotata di 4 alette di stabilizzazione. Lo sparo veniva comandato da una cordicella che azionava il cane. Sia l'IKO che l'Albrecht utilizzavano lo stesso munizionamento.

## Galleria d'immagini

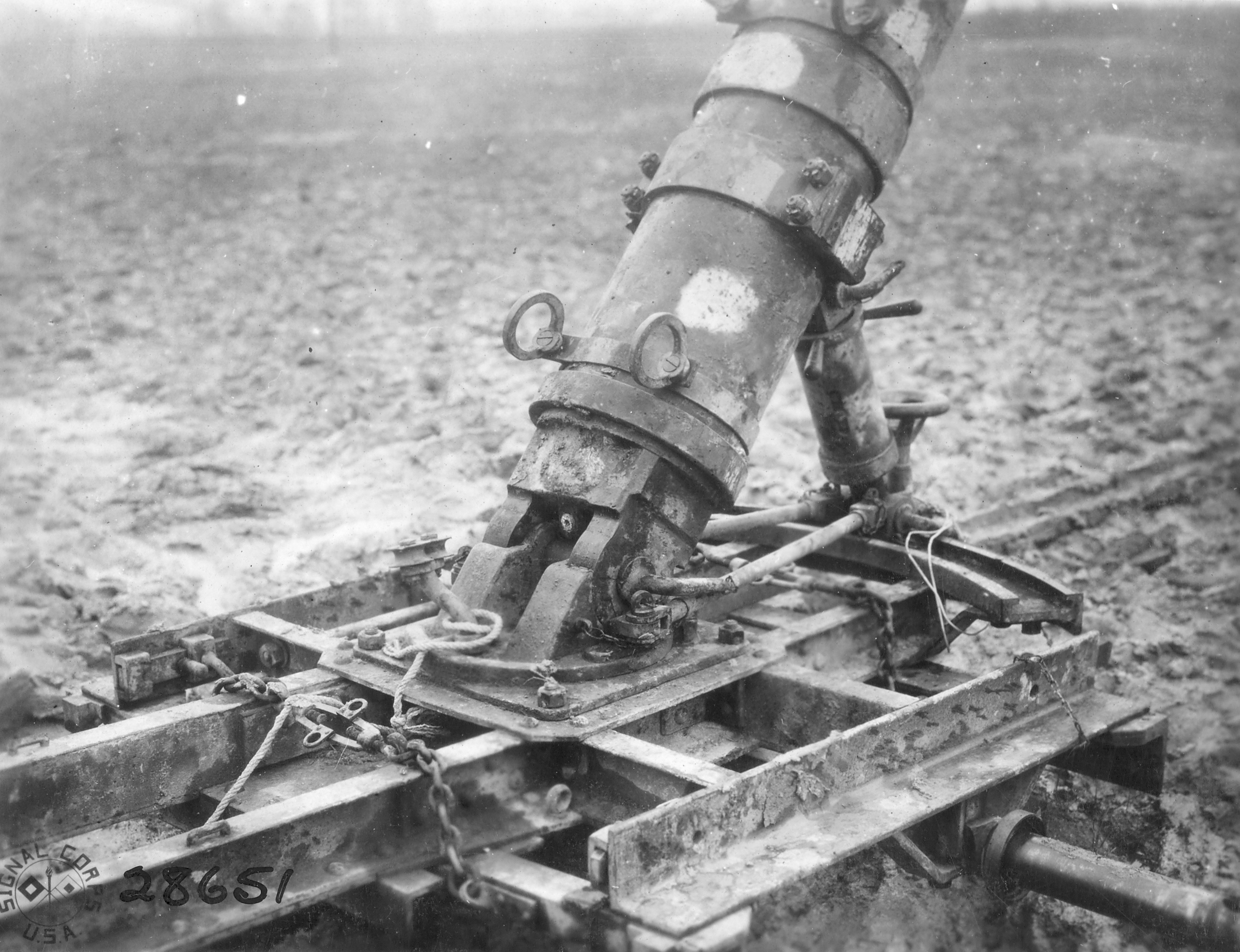
Culatta e affusto del mortaio.
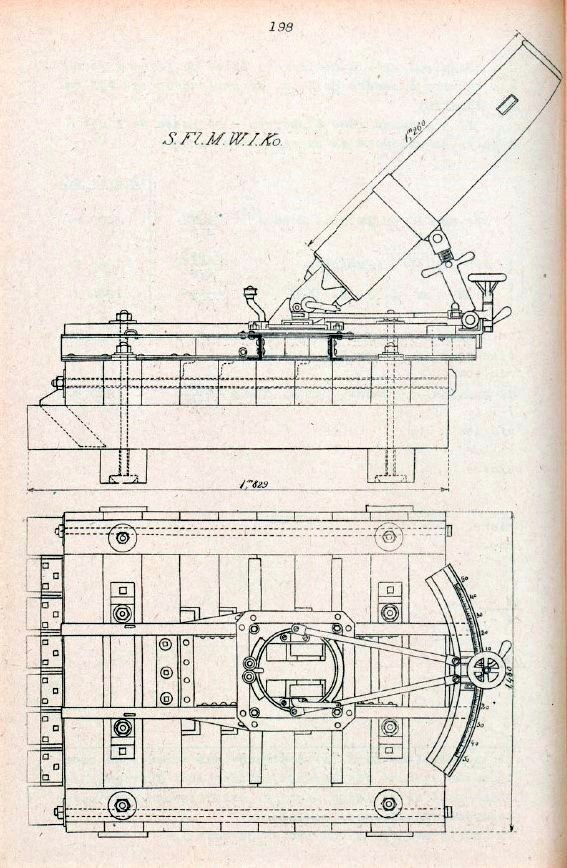
Disegno del mortaio e della pagliolo di travi di legno.
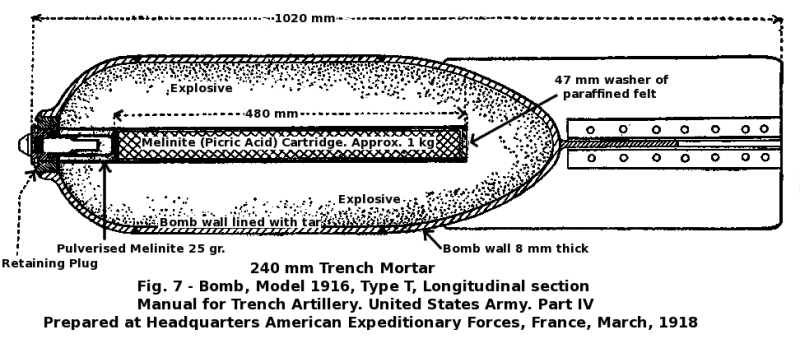
Disegno di una bomba da mortaio americana da 240 mm. Il proietto di IKO e Albrecht era molto simile.
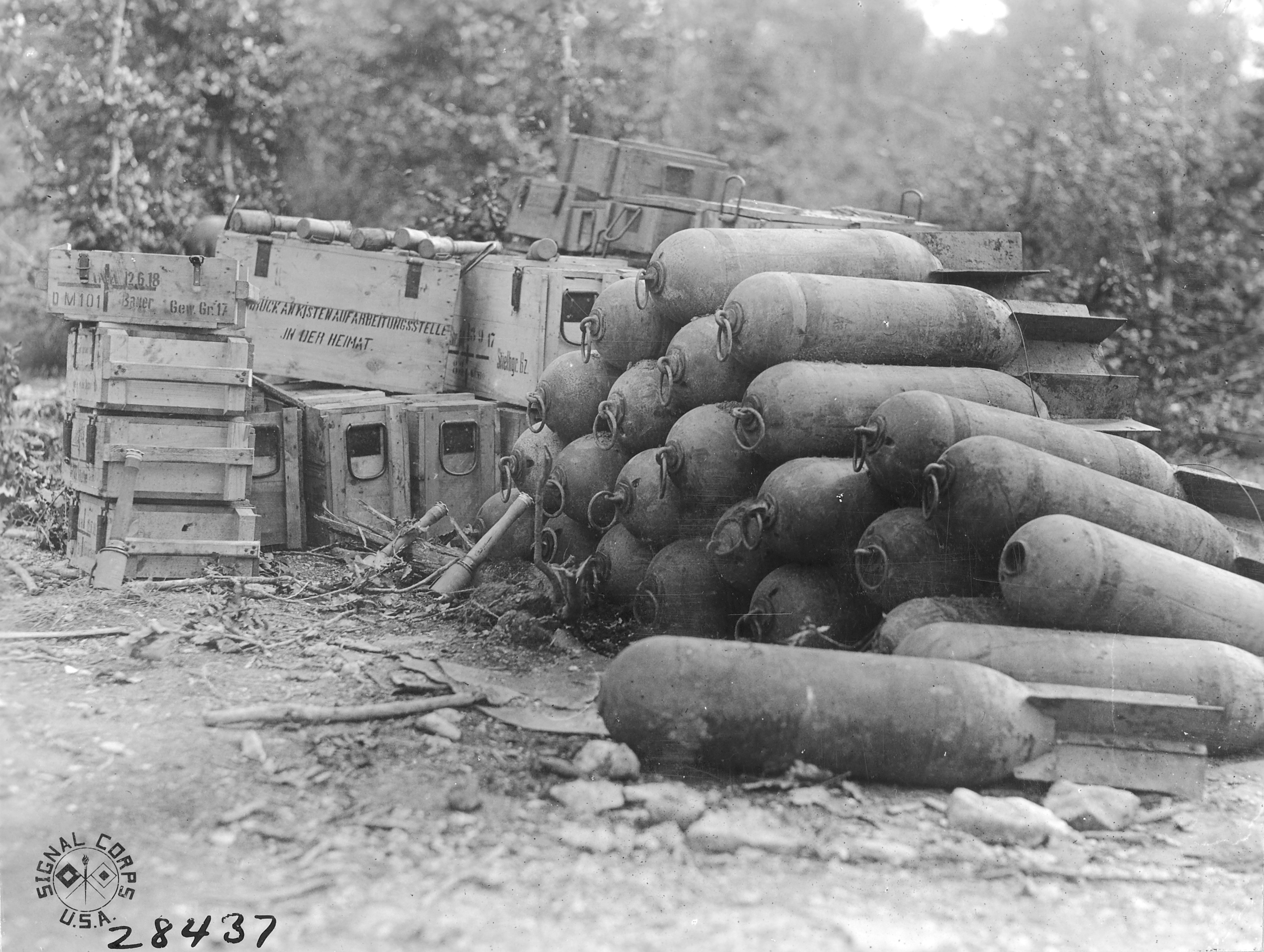
Bombe di Minenwerfer.